# Division de Jodhpur
La division de Jodhpur est une division de l'état du Rajasthan en Inde. La division comprend six districts: le district de Barmer, de Jaisalmer, de Sirohi, de Jalore, de Jodhpur et de Pali.